# دینامیسم
دینامیسم (انگلیسی: Dynamism)، در متافیزیک، پویش نیرو و اصل نامادی اشیاء که اساس آن حرکت است.

## اصالت جنبش
اصالت جنبش (Dynamisme) مقابل مکانیک‌گرایی (Mecanisme) است و روش کسانی است که معتقداند مبادی اشیاء عبارت از قوا و نیروهایی است که حالِّ در خود اشیاء نیست.

## اصالت جنبش لایب نیتس
اصالت جنبش (دینامیسم) لایب نیتس در مقابل ساخت و کار (مکانیسم) رنه دکارت. و نیز اصالت جنبش مذهب کسی است که برای حرکت قائل به اولیت و تقدم است. مثل روش ویلیام تامسون (لُرد کلوین Lord Kelvin)) که ماده را توسط بعضی ویژگی‌های جنبشی آن می‌شناسد.

## فلوطین
روند فیض و صدور «فیوضات» از ذات واحد بسیط و ثابت الهی است بدون اینکه جنبش و حرکتی کند.

## فیوضات
کیهان مجموعه ای بی پایان از میدان‌های انرژی فیوضات (emanations) است. در جنبشی دائمی و با وجود این تغییرناپذیر و جاودانه.